# Joel Ramalho Júnior
Joel Ramalho Júnior (Tombos, 26 de dezembro de 1934) é um arquiteto e urbanista brasileiro, formado pela FAU Mackenzie em 1959, pertencendo a uma geração de arquitetos modernistas de São Paulo influenciada por Vilanova Artigas. No final da década de 1960, radicou-se em Curitiba, onde continuou a sua prática profissional em escritório próprio de arquitetura e em atividades para diversos órgãos públicos. Lecionou Planejamento Arquitetônico na UFPR por 25 anos e até hoje ensina Projeto no curso de arquitetura e urbanismo da PUC-PR, de maneira que pôde influenciar, junto com arquitetos como Luís Forte Netto, os irmãos Gandolfi e os irmãos Sanchotene, diversas gerações de arquitetos paranaenses. A obra de Joel Ramalho ganhou projeção nacional e internacional principalmente devido aos 28 prêmios que ganhou em participações em concursos nacionais e internacionais de arquitetura, especialmente entre as décadas de 1960 e 1970, tendo sido galardoado no ano de 2010 com a Medalha de Ouro Oscar Niemeyer, uma das maiores distinções do Instituto de Arquitetos do Brasil (IAB).

## Biografia
Joel Ramalho Júnior, apesar de ter nascido no Estado de Minas Gerais, em 1934, na fazenda que a família ia tradicionalmente passar férias no fim do ano, é o quarto filho de uma família classe média paulistana do bairro da Aclimação e viveu na cidade de São Paulo até 1967.
Teve uma juventude bastante ligada à prática desportiva, tendo sido membro da seleção paulista de basquetebol e titular da seleção brasileira de voleibol masculino, integrando o time que ganhou medalha de prata nos Jogos Pan Americanos de 1959, em Chicago.
Formou-se arquiteto e urbanista pela Faculdade de Arquitetura e Urbanismo da Universidade Presbiteriana Mackenzie em 1959, num momento em que esta escola ainda estava ligada a um modelo historicista de arquitetura. Nesse momento, Joel Ramalho, junto com outros estudantes contemporâneos da FAU-Mackenzie como Paulo Mendes da Rocha, Jorge Wilheim e Carlos Millan, passou a participar de um grupo de alunos interessados na arquitetura moderna, atentos à obra do arquiteto e professor  João Batista Vilanova Artigas.
Quando se formou, foi convidado pelo arquiteto Eduardo Kneese de Mello para ser seu sócio. Em 1961, desenvolveu com Knesse de Mello e Sidney de Oliveira o projeto para o Centro Residencial da Universidade de São Paulo, cuja linguagem arquitetônica permitiu a utilização extensiva de elementos pré-fabricados, sendo considerado a primeira grande experiência de industrialização da construção do país. Por este projeto, foi agraciado com o Prêmio Assembleia Legislativa do Estado de São Paulo no XXV Salão Paulista de Belas Artes (1962) e a Grande Medalha de Ouro do XII Salão Paulista de Arte Moderna (1963).
Ainda em 1961, passou a ser Arquiteto Consultor do Hospital das Clínicas da Universidade de São Paulo, durante a Superintendência do Dr. Odair Pacheco Pedroso. Esta experiência será muito importante no desenvolvimento de sua atividade profissional e acadêmica, tendo vencido dois concursos nacionais de arquitetura hospitalar (Hospital de Cirurgia Torácica da Associação do Sanatório Sírio e Hospital Força Pública de Barro Branco, ambos em São Paulo) e sido autor de diversos projetos para hospitais e clínicas em diversos estados brasileiros e em Angola.
Em 1967, muda-se definitivamente para a cidade de Curitiba, onde passa a trabalhar no Instituto de Pesquisa e Planejamento Urbano de Curitiba (IPPUC) como Chefe do Setor de Estudos Prioritários. Em Curitiba, associa-se profissionalmente a diversos arquitetos em momentos distintos, tendo sido a sua fase profissional mais profícua enquanto associado aos arquitetos Leonardo Oba e Guilherme Zamoner. Foi junto com Oba e Zamoner que o seu escritório venceu os concursos: para o Edifício Sede do Banco Nacional de Desenvolvimento Econômico e Social (BNDES), em Brasília (1973); para a Praça e Monumento do Migrante, em Cascavel (1975); para o Edifício Anexo à Assembleia Legislativa do Paraná, em Curitiba (1976); para o Centro de Exposições e Convenções do Estado de Pernambuco, em Recife (1977), para o Edifício Sede Sede da Terra-Foto, no Estado de São Paulo (1979).
Teve um intenso período de dedicação ao serviço público, tendo sido Chefe do Setor de Coordenação Regional do IPPUC (1968/69), Diretor Técnico da COHAB de Curitiba (1970/71), Chefe de Planejamento do INOCOOP de São Paulo (1972/73), Coordenador Geral da COMEC (Coordenação da Região Metropolitana de Curitiba – 1980/83), Secretário Adjunto dos Transportes de Curitiba (1985/88), Secretário Executivo do Conselho do Litoral do Paraná (1990/94) e Diretor Técnico (áreas de Planejamento e Transportes) da COMEC (2007/10). Foi ainda Presidente do Instituto de Arquitetos do Brasil (Departamento do Paraná) no biênio 1972/73.
Foi Professor da disciplina de Planejamento Arquitetônico do curso de Arquitetura e Urbanismo da Universidade Federal do Paraná entre 1971 e 1996, tendo prestígio entre os alunos da instituição como um professor especialista em projetos hospitalares. Também lecionou Projeto no curso de Arquitetura e Urbanismo da Pontifícia Universidade Católica do Paraná entre 1980 e 1986, tendo sido recontratado por esta universidade em 1999, onde ainda é professor. Para além disso, atualmente, é sócio-diretor da MULTI Arquitetura+Urbanismo, escritório com bases em Curitiba e em Luanda (Angola), junto com a arquiteta Leni Teixeira e o arquiteto Thomaz Ramalho.

## Obra arquitetônica
Joel Ramalho acredita que arquitetura é essencialmente uma realização em equipe e sempre pautou a sua prática profissional apoiado no triângulo: Conceito X Projeto X Obra. Estes são os três pilares que considera essenciais para se desenvolver uma arquitetura de qualidade, que depende naturalmente da associação com outros colaboradores arquitetos e demais profissionais.

### Conceito
Desde o início da carreira, quando ainda sócio de Eduardo Kneese de Mello, participou ativamente de concursos públicos de arquitetura, via pela qual concretizou os seus mais importantes projetos. Foram 28 premiações em concursos nacionais, sendo nove 1º prêmios, nove 2º prêmios, quatro 3º prêmios, um 5º prêmio e cinco menções honrosas. Dentre os companheiros de concurso, para além do próprio Eduardo, trabalhou com Luiz Forte Netto, Sidney de Oliveira, Reginaldo Reinert, Francisco Petracco, irmãos Gandolfi, Ubirajara Gigliolli, Ariel Stelle, Oscar Mueller, irmãos Sanchotene, Alfred Willer, e especialmente com Leonardo Oba e Guilherme Zamoner, com quem, em seis anos, ganhou cinco 1º prêmios.
As obras vencedoras e que foram construídas, tais como o Centro de Convenções de Pernambuco, o Anexo da Assembleia Legislativa do Paraná, o Edifício de Serviços do BNDES (Edserj), o Instituto de Previdência do Paraná, a Sede do Banco do Brasil em Caxias do Sul e a Sede da Terrafoto, possuíam conceitos comuns que terminaram se constituindo numa concepção arquitetônica vencedora: espacialidade interna com vazios generosos, transparências, iluminação zenital, circulação intuitiva e integração paisagística; contextualismo na implantação do conjunto edificado em relação ao sítio; e pesquisa intensiva nas soluções tecnológicas, tanto construtivos quanto ambientais.
Alguns teóricos, como Paulo Pacheco, consideram que algumas das características acima descritas, apropriadas a partir do Modernismo Paulista, são a base do que pode-se considerar uma Escola Paranaense de Arquitetura.

### Projeto
O desafio, no entanto, sempre foi rebater o conceito para uma linguagem arquitetônica adequada e consistente. Ainda na década de 1960, desenvolveu com Kneese de Melo o projeto para o CRUSP (Centro Residencial da USP), que pela dimensão e repetitividade construtiva, tornou-se um convite irrecusável para a busca de uma solução construtiva racional. Foi a primeira obra de porte no Brasil a ser executada com processos industrializados.
No projeto para o Centro de Convenções de Pernambuco, o cuidado na implantação do conjunto edificado levou em conta o rebaixamento natural do terreno e uma composição espacial integrada ao sítio: a planície de Recife e o morro de Olinda estão sutilmente retratados na linguagem arquitetônica. No Anexo da Assembleia Legislativa do Paraná, a solução espacial do edifico triangular com um vazio interno de sete pavimentos, que visava resolver a dicotomia entre o distanciamento desejável e proximidade necessária ao plenário, criou um microclima interno que possibilita grandes ganhos energéticos no sistema de condicionamento do ambiente.

### Obra
A experiência com industrialização da construção culminou, em 1968, na fundação da PRODOMUS Construções Industrializadas Ltda. O desafio da racionalização construtiva conduziu à utilização pioneira de soluções construtivas com o dry-wall já em 1970 e a resultados expressivos para a época, como a construção de casas de 110m2 em doze dias.
Nas obras institucionais, dentro da tradição da escola paulista de arquitetura, prezou principalmente pela utilização do concreto armado, possibilitando vãos e espaços generosos, sem deixar de lado a utilização de outros materiais de construção, na tentativa de se consolidar uma linguagem própria, mais integrada à realidade e tradição construtiva paranaense.

### Cronologia
- 1961 - Centro Residencial da USP (CRUSP), São Paulo, juntamente com Eduardo Kneese de Mello e Sidney de Oliveira.
- 1967 - Instituto de Previdência do Paraná (IPE), Curitiba, juntamente com Luiz Forte Netto, José Maria Gandolfi e Vicente de Castro.[6]
- 1970 - Sede do Banco do Brasil, Caxias do Sul.
- 1973 - Edifício Sede do BNDES em Brasília, com Leonardo Oba, José Sanchotene, Alfred Willer, Oscar Mueller, Ariel Stelle e Rubens Sanchotene, não construído.
- 1974 - Edifício Sede do BNDES, Rio de Janeiro, mesma equipe anterior.[7]
- 1975 - Praça e Monumento do Migrante, Cascavel, com Leonardo Oba e Guilherme Zamoner.
- 1976 - Edifício Anexo da Assembleia Legislativa do Paraná, Curitiba, com Leonardo Oba e Guilherme Zamoner.
- 1977 - Centro de Convenções de Pernambuco, Olinda, com Leonardo Oba e Guilherme Zamoner.
- 1979 - Sede da Terrafoto (Governo de São Paulo), com Leonardo Oba e Guilherme Zamoner, não construído.